# Не навреди
«Не навреди», (лат. «Noli nocere»), или primum non nocere (дословно: «прежде всего — не навреди»), — старейший принцип медицинской этики, обычно приписываемый Гиппократу.

## История возникновения
Хотя принцип обычно приписывается Гиппократу, в дословном виде Клятва Гиппократа этой фразы не содержит. В оригинальной клятве говорится «Я направлю режим больных к их выгоде сообразно с моими силами и моим разумением, воздерживаясь от причинения всякого вреда и несправедливости» (греч. ἐπὶ δηλήσει δὲ καὶ ἀδικίῃ εἴρξειν), причём эти слова не являются основным мотивом клятвы, в которой на первое место поставлены обязательства по отношению к своему учителю.
Близкое к primum non nocere утверждение содержится в книге «Эпидемии», входящей в Корпус Гиппократа: «Врач должен иметь … два специальных объекта рассмотрения, касающихся болезни, а именно делать добро, не наносить вреда» (Книга. I, Секция 11, греч. ἀσκέειν, περὶ τὰ νουσήματα, δύο, ὠφελέειν, ἢ μὴ βλάπτειν).
Как утверждает профессор Университета Наварры, в англоамериканскую медицинскую культуру принцип Primum non nocere ввёл в 1847 году Ворингтон Хукер в книге «Physician and Patient» (с англ. — «Врач и пациент»). Хукер ссылается на парижского медика Огюста Франсуа Шомеля (1788—1858), преемника Лаэннека на кафедре внутренней медицины Парижского факультета, однако данный принцип был, предположительно, частью устного учения Шомеля и не зафиксирован в его трудах.
Тем не менее и Хукер не использовал традиционную латинскую фразу дословно. Подробное исследование истоков афоризма сделал клинический фармаколог Седрик М. Смит в выпуске The Journal of Clinical Pharmacology в апреле 2005 года. Самое раннее точное вхождение, которое смог тот отыскать, — в книге Томаса Инмана 1860 года Foundation for a New Theory and Practice of Medicine (с англ. — «Основания новой теории и практики медицины»), где автор приписывает его Томасу Сиденгаму (1624—1689). В начале XX века это выражение входит в общее употребление, в том числе вне контекста медицины.

## Место принципа в медицинской этике
«Не навреди» — первый из четырёх принципов биоэтики, предложенных известными американскими специалистами Томом Бичампом и Джеймсом Чилдрессом в их неоднократно переиздававшейся книге «Принципы биомедицинской этики». В число этих принципов входят принцип «не навреди», принцип «делай благо», принцип уважения автономии пациента и принцип справедливости (который в медицинской этике касается прежде всего справедливого распределения направленных на лечение ресурсов). Поскольку оказание медицинской помощи может быть связано с некоторым риском или просто чревато выполнением некоторых неприятных, болезненных процедур, этот принцип следует понимать в том смысле, что исходящий от врача вред должен быть только объективно неизбежным и минимальным. Следуя этому принципу, врач нередко оказывается в ситуации морального выбора. Е. М. Тареев даже высказал по этому поводу мысль, что «Старое правило primum ne noceas отступает перед требованием современного принципа хорошо рассчитанного риска».
Действие принципа «не навреди» не ограничивается только медициной, его часто считают основой любой морали. В качестве принципа медицинской этики он тесно связан с другим принципом — «делай благо», нередко их объединяют в единый принцип. Принцип «делай благо» говорит не просто об избежания вреда, но и о необходимости активных действий по его предотвращению и/или исправлению. При этом клятва Гиппократа, говорящая о том, что врач «направляет режим больных к их выгоде» в соответствии со своими «силами и … разумением» предполагает отношение врача к пациенту с позиций патернализма, когда врач сам определяет, что является благом для пациента. В современной медицинской этике патернализм ограничен принципом уважения личности, автономии пациента.
С принципом «не навреди» тесно связано сохранение врачебной тайны, поскольку её разглашение может нанести вред чести, достоинству, душевному спокойствию и благополучию пациента. Однако в ряде случаев врач может, или даже обязан раскрывать информацию о пациенте определённому кругу лиц, когда речь идёт о предотвращении опасности другим людям (например, посредством заражения). Принцип «не навреди» может вступить в противоречие с принципом уважения пациента, когда речь идёт об информировании безнадёжно больного о его диагнозе.